# Hexorthodes agrotiformis
Hexorthodes agrotiformis är en fjärilsart som beskrevs av Augustus Radcliffe Grote 1881. Hexorthodes agrotiformis ingår i släktet Hexorthodes och familjen nattflyn. Inga underarter finns listade i Catalogue of Life.